# Bezirk Aizkraukle (2009–2021)
Der Bezirk Aizkraukle (Aizkraukles novads) war ein Bezirk im Süden Lettlands an der Düna in der historischen Landschaft Vidzeme, der von 2009 bis 2021 existierte. Bei der Verwaltungsreform 2021 wurde der Bezirk in einen neuen, größeren Bezirk Aizkraukle überführt.

## Geographie
Die Südgrenze des Bezirks wurde von der Düna gebildet, die hier für das Kraftwerk Pļaviņas aufgestaut ist. Ansonsten ist das Gebiet ländlich geprägt.

## Bevölkerung
Der Bezirk bestand aus der Gemeinde (pagasts) Aizkraukle Land sowie dem Verwaltungszentrum Aizkraukle Stadt. 8024 Einwohner lebten 2020 im Bezirk Aizkraukle.

## Nachweise
1. ↑  Vides aizsardzības un reģionālās attīstības ministrija (Ministerium für Naturschutz und Regionalentwicklung), Karten und Auflistung der Verwaltungseinheiten, abgerufen am 27. Juli 2021
2. ↑  Bevölkerung der Regionen, Städte und Bezirke Centrālā statistikas pārvalde (Statistisches Amt der Republik Lettland), abgerufen am 8. April 2021.